# Bernd Dreher
Bernd Dreher (2 de noviembre de 1966) es un exfutbolista alemán, se desempeñaba como guardameta y jugó para el Bayern de Múnich durante 12 años, desde 1996 hasta 2008. Actualmente es el entrenador de porteros del PFC Ludogorets Razgrad, tarea que anteriormente ejerció en el Bayern y el Schalke 04.

## Clubes
| Club             | País             | Año         |
| ---------------- | ---------------- | ----------- |
| Bayer Leverkusen | Alemania Federal | 1986 - 1990 |
| Bayer Uerdingen  | Alemania         | 1990 - 1996 |
| Bayern de Múnich | Alemania         | 1996 - 2008 |

## Como entrenador de porteros
| Club               | País     | Año       |
| ------------------ | -------- | --------- |
| Bayern Munich      | Alemania | 2003-2008 |
| Schalke 04         | Alemania | 2009-2012 |
| Austria Salzburg   | Austria  | 2015      |
| Reutlingen 05      | Alemania | 2015-2016 |
| Ludogorets Razgrad | Bulgaria | 2017-2018 |

## Palmarés
Bayer Leverkusen
- Copa de la UEFA: 1988

FC Bayern de Múnich
- Bundesliga: 1996-97, 1998-99, 1999-00, 2000-01, 2002-03, 2005-06, 2007-08
- Copa de Alemania: 1998, 2000, 2003, 2006, 2008
- Copa de la Liga de Alemania: 1997, 1998, 1999, 2000, 2007
- UEFA Champions League: 2001
- Copa Intercontinental: 2001